# Les Sept Vizirs

Les Sept vizirs est un conte des Mille et Une Nuits.

## Résumé
Sindbad le Sage a ordonné à son élève, un jeune prince, de garder le silence pendant sept jours. Une des épouses du roi essaie de séduire le prince. Comme celui-ci repousse ses avances, elle l'accuse auprès du roi d’avoir tenté de la séduire. Il est condamné à mort, ne pouvant se défendre sans briser son vœu de silence, mais les sept vizirs du roi se relaient pour repousser l’exécution de jour en jour:
Chaque jour, un des vizirs raconte un récit illustrant la perfidie des femmes. 
Chaque soir, l’épouse coupable raconte au roi une histoire en sens contraire et le prince est condamné à être exécuté le jour suivant.  
Au bout de sept jours, le prince, étant de nouveau autorisé à parler, se  disculpe puis pardonne à sa calomniatrice.